# Алекина Поляна
Алекина Поляна (тат. Алекин Аланы) — село в Тетюшском районе Республики Татарстан Российской Федерации. Входит в состав Федоровского сельского поселения.

## Название
Топоним произошел от антропонима «Алексин» и оронимического термина «поляна».

## География
Село расположено в верховье реки Улёма, в 15 километрах к юго-западу от города Тетюши.

## История
Село основано во второй половине XVI века, возродилось после запустения во второй половине XVII века. В дореволюционных источниках встречается вариант названия Алексина Поляна (Полянка).
До реформы 1861 года жители относились к категории помещичьих крестьян. Занимались земледелием, разведением скота.
В начале XX века в Алекиной Поляне функционировали церковно-приходская школа (открыта в 1892 году), 2 ветряные мельницы, мелочная лавка. В этот период земельный надел сельской общины составлял 998 десятин. До 1920 года село входило в Колунецкую волость Тетюшского уезда Казанской губернии. С 1920 года в составе Тетюшского кантона ТАССР. С 10 августа 1930 года в Тетюшском районе.

## Население
| 1859 | 1897 | 1908 | 1920 | 1926 | 1938 | 1949 | 1958 | 1970 | 1979 | 1989 | 2000 |
| ---- | ---- | ---- | ---- | ---- | ---- | ---- | ---- | ---- | ---- | ---- | ---- |
| 339  | 485  | 514  | 610  | 471  | 341  | 280  | 230  | 186  | 205  | 263  | 260  |

## Экономика
Полеводство, мясное скотоводство.

## Социальная инфраструктура
Неполная средняя школа, дом культуры, библиотека.